# Dupi
David Torices Bravo, conegut futbolísticament com a Dupi (nascut l'1 de juny de 1978 a Segòvia), és un exfutbolista castellanolleonès.
Dupi ha tornà a la disciplina de la terra ferma, on ja va estar fa unes temporades, concretament en la 2007/2008. Arriba a Lleida per intentar fer un bon paper després de militar a clubs de 2a B com el Manchego, el Tomelloso, el Puertollano, el CD Guadalajara i la UE Lleida.